# Brixentaler Ache
Die Brixentaler Ache ist ein rechter Nebenfluss des Inn. Sie befindet sich in Tirol, Österreich und durchfließt die Bezirke Kitzbühel und Kufstein. Die Brixentaler Ache ist der Entwässerungsfläche nach (330,3 km²) einer der größten Zuflüsse des Inn im Tiroler Unterland, sie ist aber nur 28 km lang.

## Geographie

### Verlauf
Die Brixentaler Ache entspringt als Brixenbach im Gemeindegebiet von Brixen im Thale und durchströmt westwärts das Brixental. Zwischen Westendorf und Hopfgarten im Brixental verengt sich die Talsohle. Unmittelbar nach dieser Enge mündet die Windauer Ache von Süden kommend in den Brixenbach. Ab dieser Mündung wird nun der Brixenbach als Brixentaler Ache bezeichnet. Nach circa einem Kilometer mündet auch die noch größere Kelchsauer Ache (auch von Süden kommend) ein. Die etwa 26 km lange Kelchsauer Ache entwässert die gesamte Kelchsau. 
Zwischen Hopfgarten und Kirchbichl bzw. Wörgl bezwingt die Ache noch einmal eine Talenge, bevor sie durch einen flachen Talausläufer des Inntales führt. Beim Verlassen der Enge wird die Ache durch ein großes Wehr aufgestaut und ein Teil des Wassers wird in einen Kanal geleitet. Dieser führt zu einem kleinen Kraftwerk der TIWAG. Unterhalb des Wehres fließt der Luecher Bach von Norden aus Richtung Söll (Sölllandl) kommend noch hinzu.  Nachdem sie von so viel Wasser aus den großen Zuflüssen gespeist wurde, dominiert nun die Ache das Landschaftsbild des breiten und dicht besiedelten Brixentals. Nachdem die nun rund 16 m breite Brixentaler Ache das Grenzgebiet zwischen Wörgl und Kirchbichl durchflossen hat, mündet sie von Süden her in den Inn. 
Das Entwässerungsgebiet umfasst insbesondere durch die größten Zuflüsse Windauer und Kelchsauer Ache ein relativ großes Gebiet, das etwa ein Drittel des Bezirks Kitzbühel umfasst.

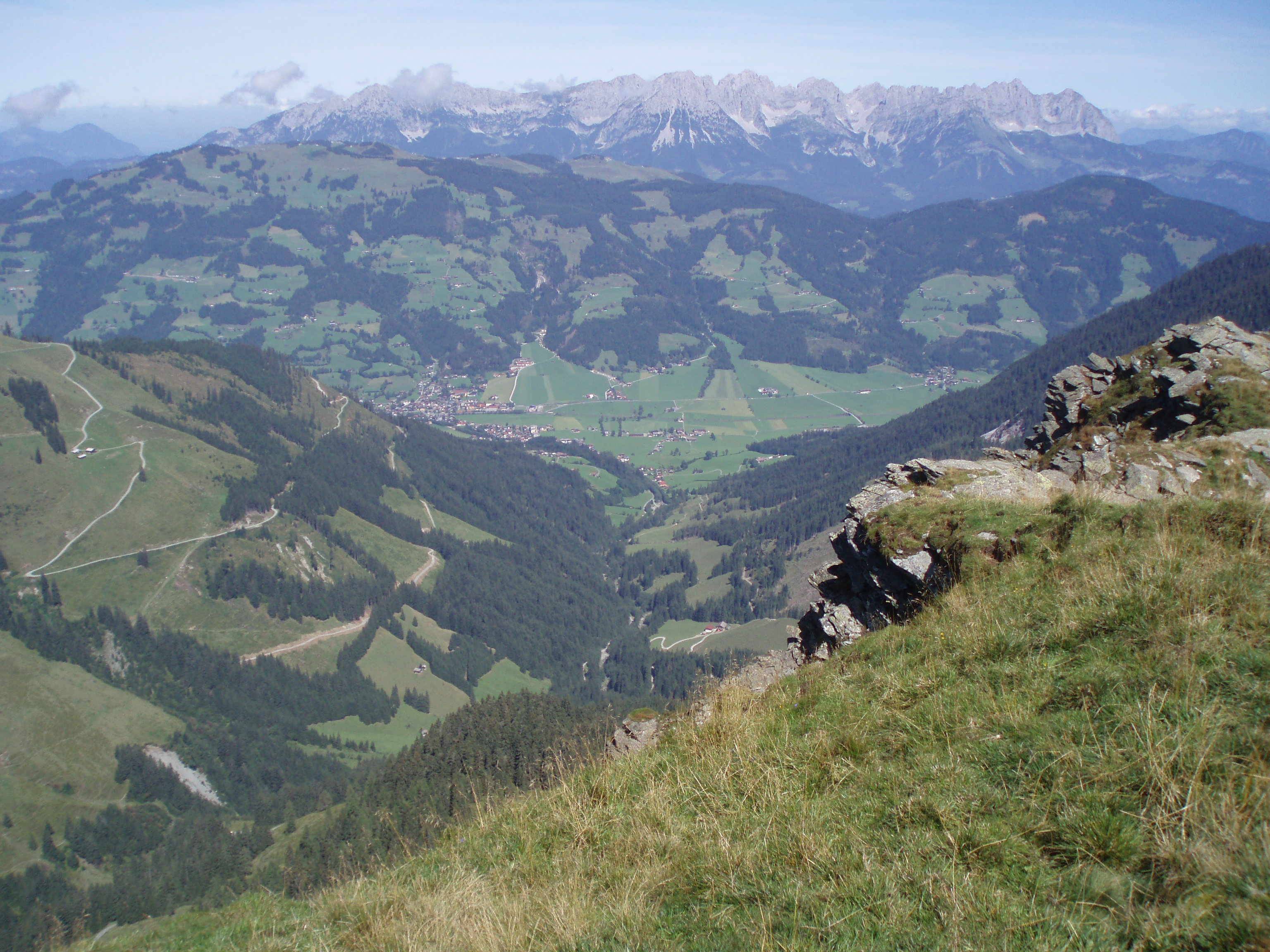
Im Brixenbachtal (Gemeinde Brixen im Thale) liegt der Ursprung der Brixentaler Ache.
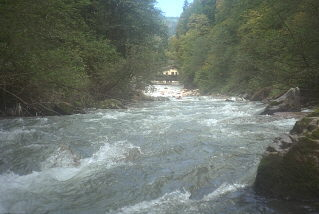
Die Ache in der Itterklamm
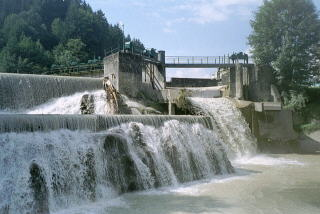
Das große, zweistufige, insgesamt 10 m hohe Steilwehr der Brixentaler Ache beim Ausgang der Talenge bei Itter, welches inzwischen von einem neuen moderneren Wehr ersetzt wurde.
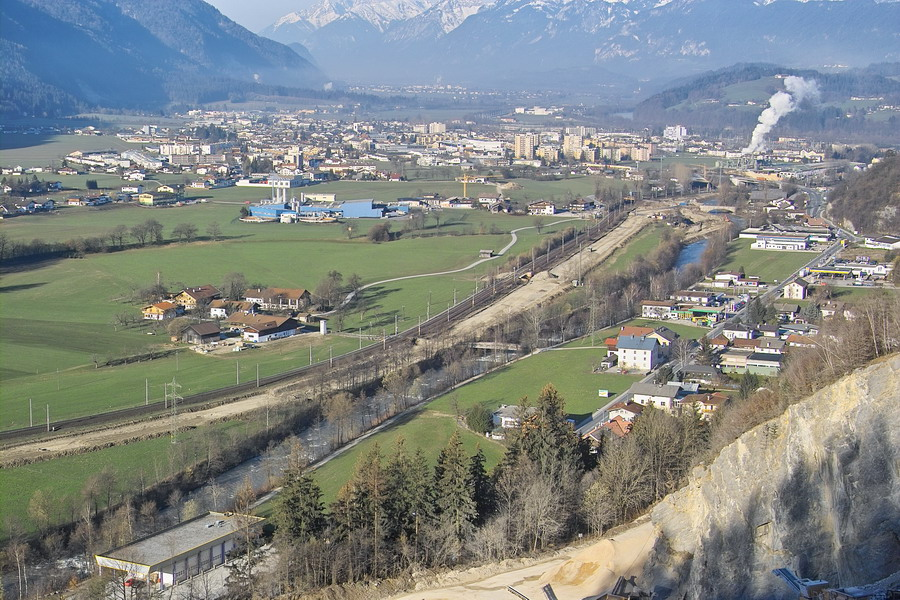
Das Brixental mit der Brixentaler Ache (Vordergrund) bei der Einmündung in das Inntal bei Wörgl (Hintergrund).
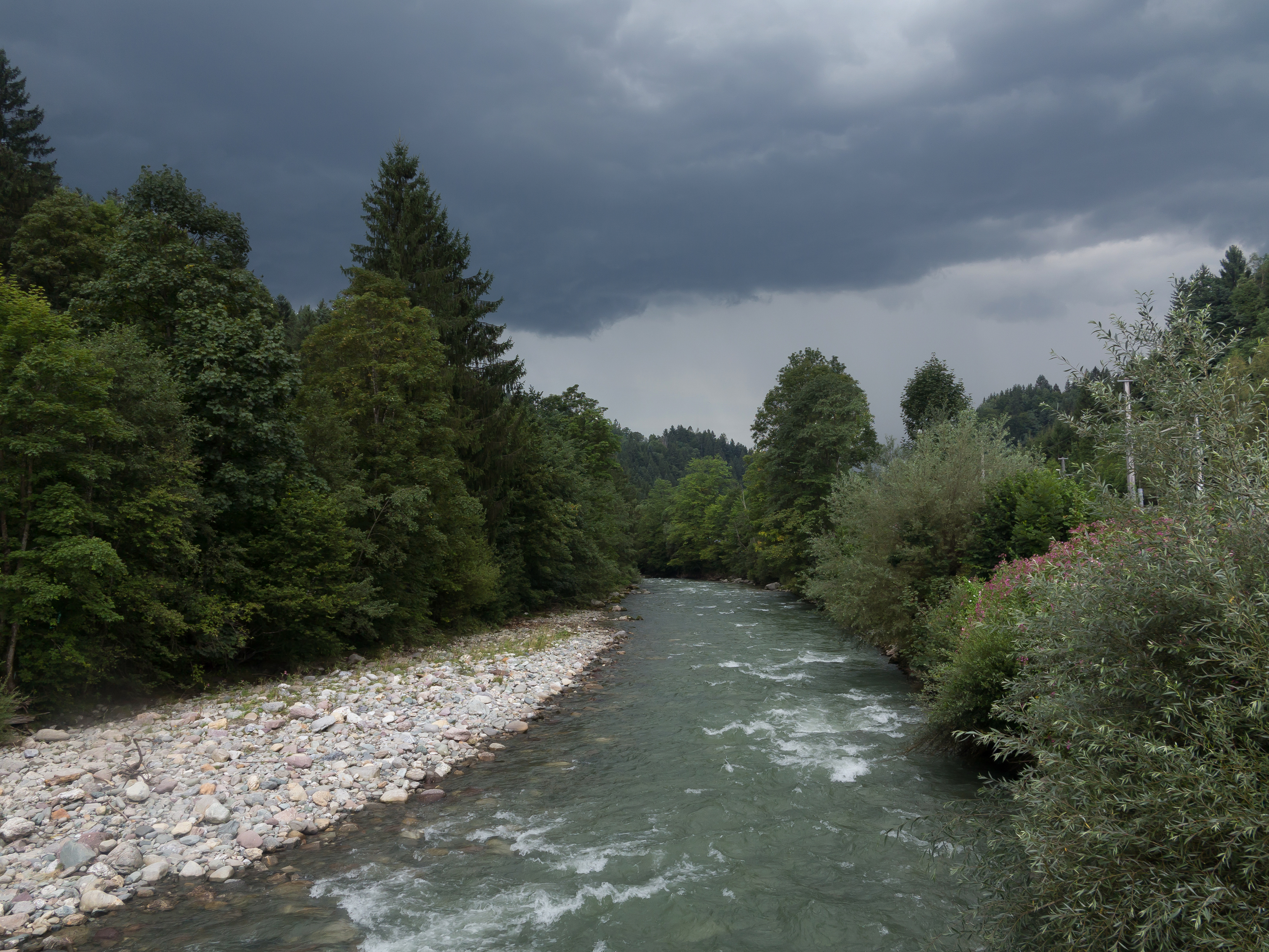
Brixentaler Ache in Hopfgarten

### Zuflüsse
Hierarchische Liste der Zuflüsse, jeweils vom Ursprung zur Mündung. Auswahl.
- Brixenbach, rechter Oberlauf von Südosten
  - Schranbach, von rechts und Süden auf etwa 1083 m ü. A. nahe der Brixenbachalm. Entsteht am Nordhang des Gampenkogels.
  - Schleicherbach, von rechts und Osten in Brixen im Thale-Lauterbach
    - Bockernbach, von rechts und Norden bei Kirchberg in Tirol-Bockern
    - Grabnerbach/Ragginggraben, von rechts und Norden kurz vor dem folgenden
    - Winschbach, von rechts und Norden etwas vor Lauterbach

  - Lauterbach, von rechts und Norden in Lauterbach
  - Santenbach, von links und Süden gegenüber Brixen-Hof
  - Jodlgraben, von rechts und Norden in Brixen-Hof
- Windauer Ache, linker Oberlauf von Südsüdosten
  - Durchfließt dem Reinkarsee auf etwa 2194 m ü. A.
  - Miesenbach, von rechts und Südsüdosten auf etwa 1049 m ü. A.
  - Stallerrinngraben, von rechts und Osten auf etwa 1018 m ü. A.
  - Steinberggraben, von links und Westsüdwesten
  - Höllgraben, von links und Westsüdwesten auf etwa 872 m ü. A. am Steinberghaus
  - Rettenbach, von rechts und Südosten in Westendorf-Rettenbach
  - Falberbach, von links und Südwesten gegenüber Westendorf-Oberwindau
  - Dürrenbach, von links und Südwesten bei Westendorf-Faßl
  - Ziegelhüttgraben, von rechts und Ostsüdosten
- Kelchsauer Ache, von links und Südsüdwesten in Hopfgarten im Brixental-Elsbethen. Fließt kurz vor dem Kraftwerk Zwiesel südlich von Hopfgarten-Kelchsau aus ihren beiden Oberläufen zusammen.
  - Langer-Grund-Ache, linker Oberlauf von Südwesten
    - Frommbach, von rechts und Süden auf etwa 1213 m ü. A.
    - Küharnbach, von rechts und Südosten
    - Kälberarnbach, von rechts und Südosten am Gasthof Moderstock
    - Innerer Wildgraben, von links und Nordosten

  - Kurzer-Grund-Ache, rechter Oberlauf von Süden
    - Trattenbach, von rechts und Südosten auf etwa 1148 m ü. A. beim Gasthof Wegscheid
    - Foissbachgraben, von links und Westsüdwesten
    - Hochegger Graben, von rechts und Osten
    - Salventalgraben, von rechts und Osten
    - Lodrongraben, von rechts und Osten auf etwa 966 m ü. A.
- (Bach aus dem Schönbachtal), von links und Westen in Hopfengarten
- Luecher Bach, Oberlaufname Steinerbach, von rechts und Osten bei Kirchbichl-Luech
- Dornhäuslgraben, von links bei Wörgl-Pinnersdorf

## Hochwasser
Die Brixentaler Ache tritt nur sehr selten über die Ufer, die häufigsten Überflutungen treten im Bereich der Mündung in den Inn beim Wörgler Stadtteil Söcking und gegenüberliegend in Angath auf. Beim Jahrhunderthochwasser 2005 wurde die außergewöhnlich viel Wasser führende Brixentaler Ache bei ihrer Mündung durch den Hochwasser führenden Inn aufgestaut, überschwemmte dadurch große Gebiete und richtete einen immensen Schaden an.

## Verbauungen
Schon in früherer Zeit gab es zahlreiche Verbauungen, insbesondere durch die Ortschaft Hopfgarten und dem unteren Brixental bei Bruckhäusl (Kirchbichl und Wörgl). Mittlerweile finden sich nur noch wenige unberührte Flusskilometer, wie zum Beispiel in der Enge unterhalb von Itter. Durch die Hochwasser in jüngerer Zeit wurden auch an der Kelchsauer, Windauer und der unteren Brixentaler Ache Vorkehrungen getroffen. Bei der Mündung der Brixentaler Ache in den Inn zwischen Angath und Wörgl wurden beidseitig der Ache nach dem Hochwasser 2005 hohe Erddämme errichtet, um ein wiederholtes vorzeitiges Übertreten der Ufer durch die Wassermassen zu verhindern.
Zwischen 2009 und 2011 entstand am Ende der Itterer Schlucht im Zuge einer der größten Kraftwerksbaustellen Tirols ein neues Wasserkraftwerk der TIWAG, welches um 16,9 Millionen Euro statt des alten Kraftwerks errichtet wurde. Dabei wurden ein neues Schlauchwehr (nebenbei das zukünftig größte Schlauchwehr Tirols) mit drei Entsandungskammern, eine neue Druckrohrleitung mit einem Durchmesser von 2,4 m und einer Gesamtlänge von 2.181,6 m und ein neues Kraftwerksgebäude errichtet. Es gilt als Vorzeigeprojekt der Vereinigung zwischen Ökologie und Ökonomie, da das Landschaftsbild gegenüber dem alten Bau deutlich verbessert werden soll. Die Kraftwerkskapazität wurde durch den Neubau auf 15,8 Millionen Kilowattstunden mehr als verdoppelt. Damit können immerhin 4000 Haushalte versorgt werden.

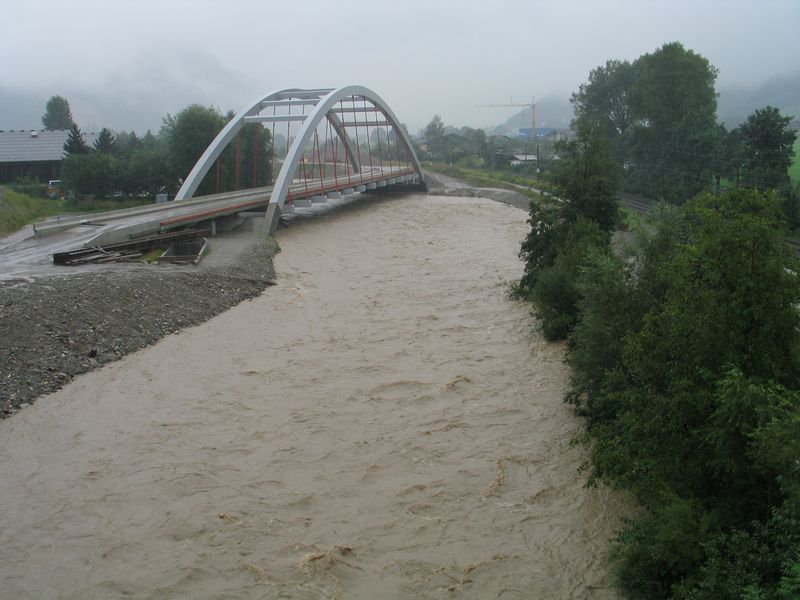
Die Brixentaler Ache erreichte beim Jahrhunderthochwasser 2005 einen kritischen Höchstwert. (links: Kirchbichl, rechts: Wörgl)
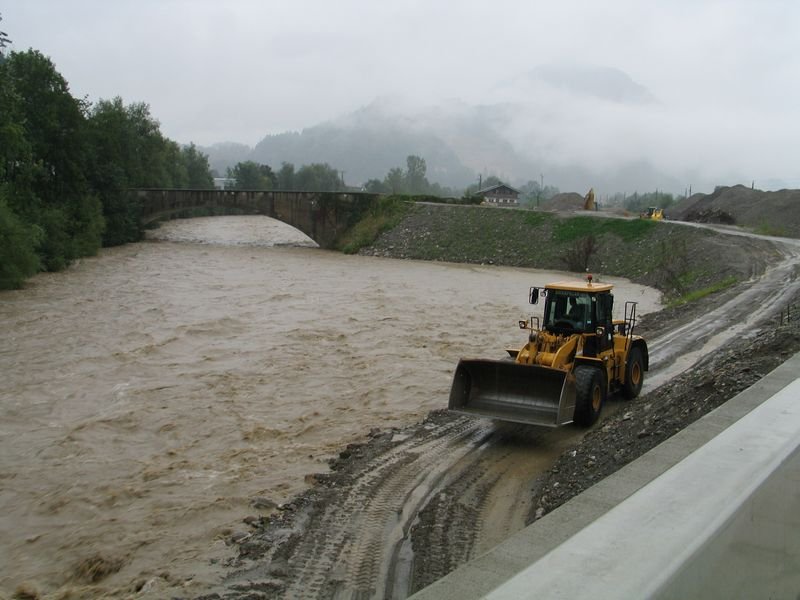
Die Ache beim Hochwasser 2005. Hier haben sich Retentionsflächen bezahlt gemacht, ansonsten wäre sie hier über die Ufer getreten.
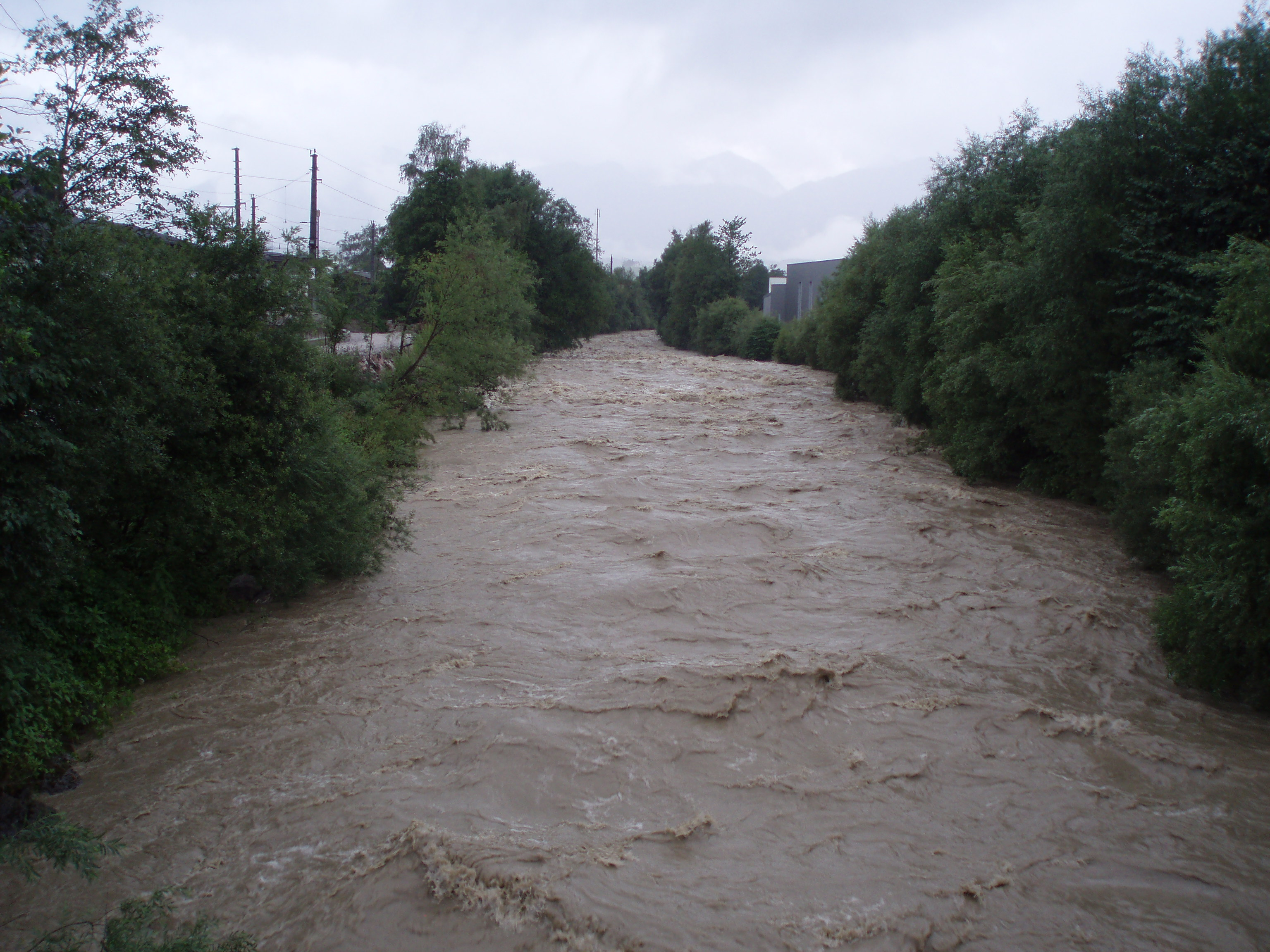
Die Brixentaler Ache in Bruckhäusl bei hohem Wasserstand im Sommer 2008.
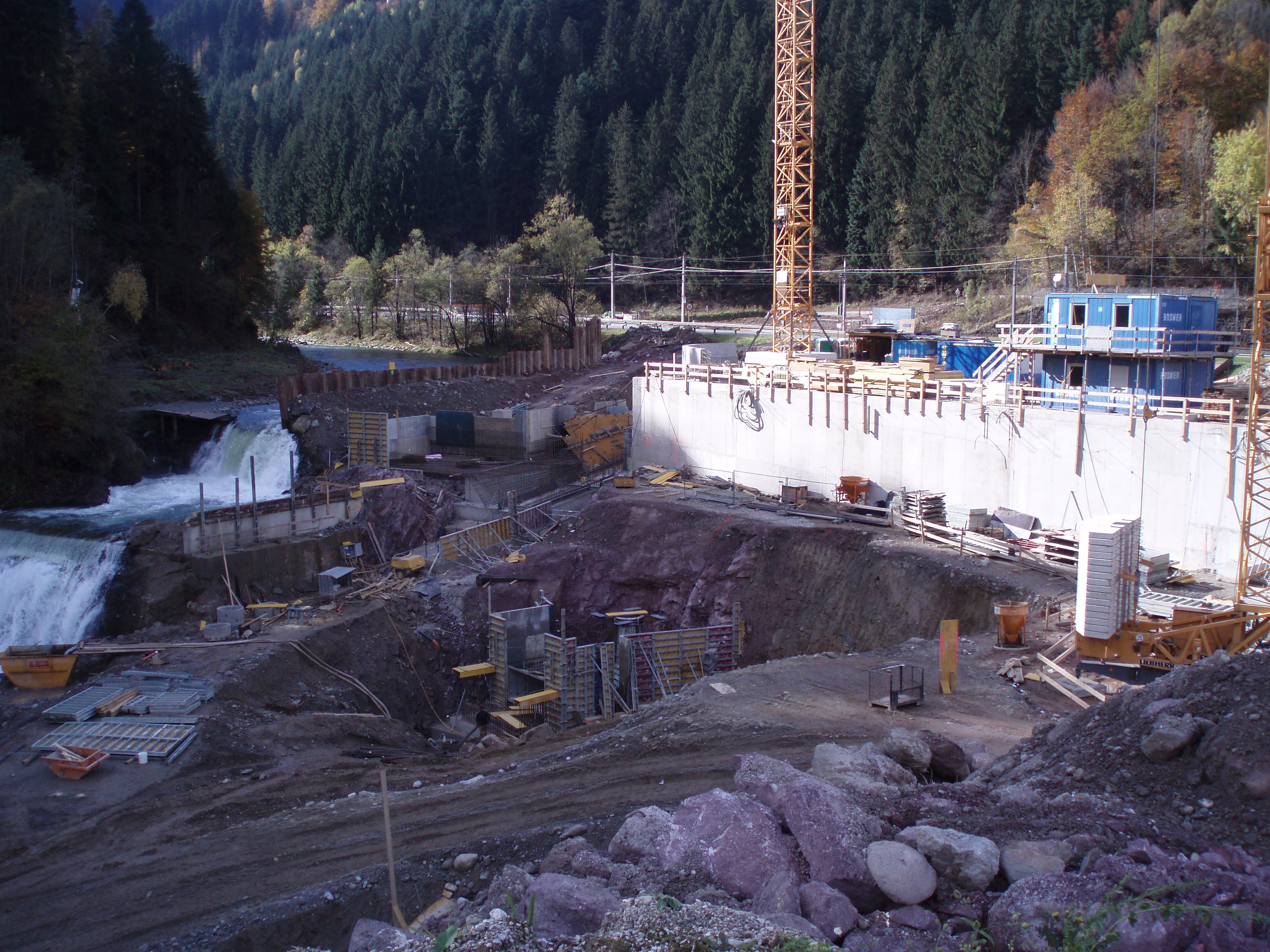
Die Baustelle der neuen Wehranlage vom Kraftwerk Bruckhäusl am Ausgang der Itterer Klamm (Ende Oktober 2010).
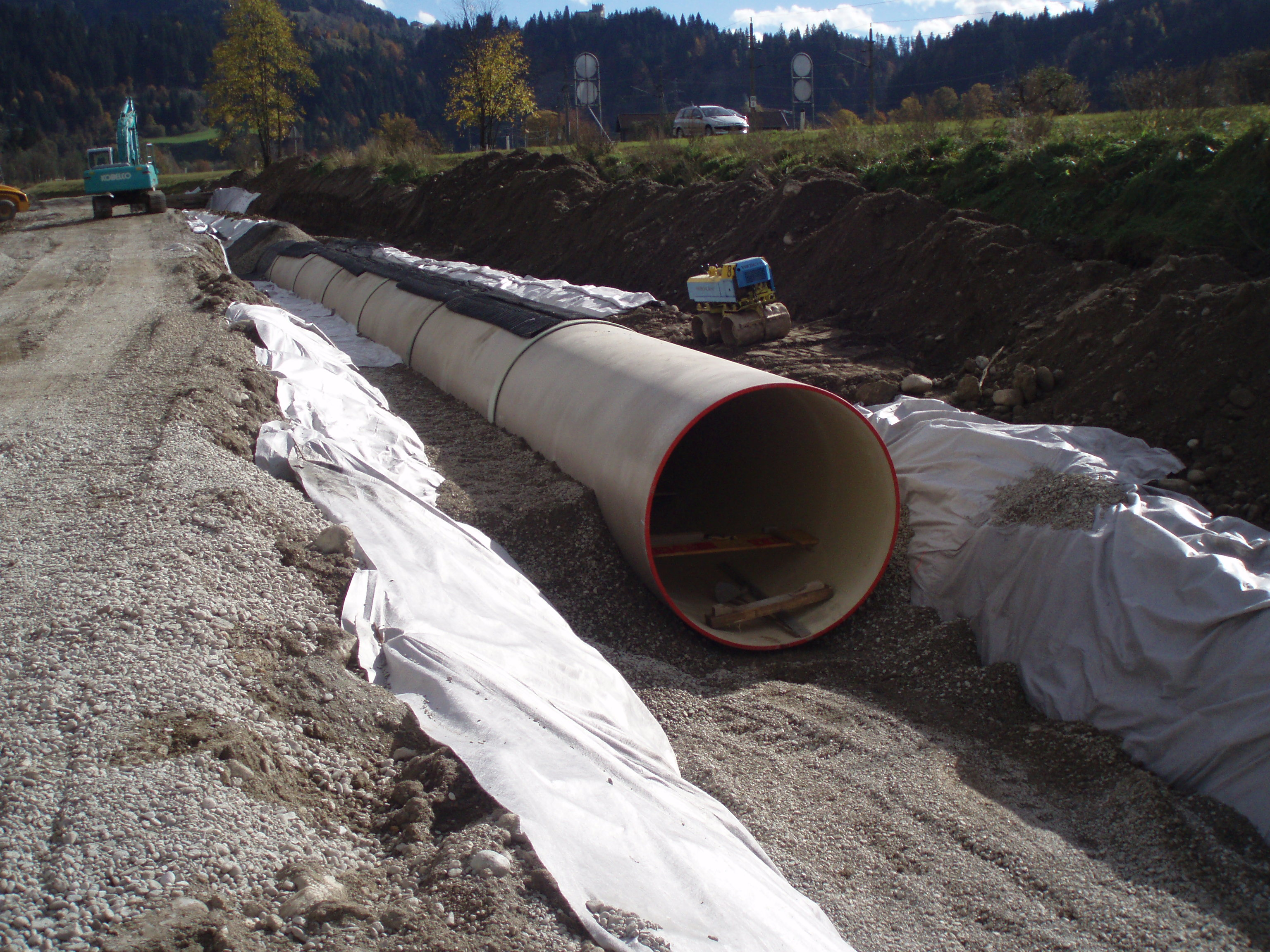
Die neuen Druckleitungen (Durchmesser: 2,4 m) vom neuen Wehr zum ausgebauten Krafthaus (Ende Oktober 2010).

## Wassergüte
Die Brixentaler Ache weist im gesamten Verlauf Gewässergüteklasse II auf.

## Wasserstände online
Die Wasserstände folgender Messstellen im Einzugsgebiet der Ache:
- Brixenbach in Brixen im Thale
- Windauer Ache in Unterwindau (Gemeinde Westendorf)
- Kelchsauer Ache in Hörbrunn (Gemeinde Hopfgarten im Brixental)
- Brixentaler Ache in Bruckhäusl (Gemeinden Kirchbichl und Wörgl)